# Holly Holm
Holly Rene Holm-Kirkpatrick, född 17 oktober 1981 i Albuquerque, New Mexico, är en amerikansk MMA-utövare och flerfaldig världsmästare i boxning som sedan 2015 tävlar i organisationen Ultimate Fighting Championship där hon mellan november 2015 och mars 2016 var mästare i bantamvikt.

## MMA
Holm gjorde sin debut inom professionell MMA den 4 mars 2011. Efter att ha vunnit sju raka matcher gick hon den 28 februari 2015 sin första match i organisationen UFC då hon mötte Raquel Pennington på UFC 184. Holm vann matchen via domslut.
Den 15 juli 2015 möttes Holm och Marion Reneau på UFC Fight Night: Mir vs. Duffee i en match som Holm vann via domslut. Vinsten ledde till att Holm fick möjlighet att gå en titelmatch mot den regerande mästaren Ronda Rousey.
Holm och Rousey möttes på UFC 193 den 14 november 2015 i en titelmatch i bantamvikt. Holm vann matchen via KO i den andra ronden och blev därmed ny mästare i viktklassen. Vinsten ansågs vara en av de dittills största skrällarna i sportens historia.
Den 5 mars 2016 möttes Holm och Miesha Tate på UFC 196. Tate vann matchen via submission i den femte ronden och Holm förlorade därmed mästartiteln.
Holm och Valentina Sjevtjenko möttes på UFC on Fox: Holm vs. Shevchenko den 23 juli 2016. Sjevtjenko vann matchen via domslut.
Den 11 februari 2017 möttes Holm och Germaine de Randamie i en titelmatch i fjädervikt på UFC 208. Germaine de Randamie vann matchen via domslut.
På UFC Fight Night: Holm vs. Correia den 17 juni 2017 möttes Holm och Bethe Correia. Holm vann matchen via KO i den tredje ronden.
Holm och Cris Cyborg möttes i en titelmatch i fjädervikt på UFC 219 den 30 december 2017. Cyborg vann matchen via domslut.
Den 9 juni 2018 möttes Holm och Megan Anderson på UFC 225. Holm vann matchen via domslut.